# Kakoi Kentaro
Kentaro Kakoi (圍 謙太朗 Kakoi Kentarō, sinh ngày 23 tháng 4 năm 1991 ở Nagasaki) là một cầu thủ bóng đá người Nhật Bản thi đấu cho Avispa Fukuoka.

## Thống kê sự nghiệp câu lạc bộ
Cập nhật đến ngày 23 tháng 2 năm 2018.
| Thành tích câu lạc bộ | Thành tích câu lạc bộ | Thành tích câu lạc bộ | Giải vô địch | Giải vô địch | Cúp                   | Cúp                   | Cúp Liên đoàn | Cúp Liên đoàn | Châu lục | Châu lục  | Tổng cộng | Tổng cộng |
| Mùa giải              | Câu lạc bộ            | Giải vô địch          | Số trận      | Bàn thắng    | Số trận               | Bàn thắng             | Số trận       | Bàn thắng     | Số trận  | Bàn thắng | Số trận   | Bàn thắng |
| Nhật Bản              | Nhật Bản              | Nhật Bản              | Giải vô địch | Giải vô địch | Cúp Hoàng đế Nhật Bản | Cúp Hoàng đế Nhật Bản | Cúp Liên đoàn | Cúp Liên đoàn | AFC      | AFC       | Tổng cộng | Tổng cộng |
| --------------------- | --------------------- | --------------------- | ------------ | ------------ | --------------------- | --------------------- | ------------- | ------------- | -------- | --------- | --------- | --------- |
| 2014                  | FC Tokyo              | J1 League             | 0            | 0            | 0                     | 0                     | 0             | 0             | –        | –         | 0         | 0         |
| 2015                  | FC Tokyo              | J1 League             | 0            | 0            | 0                     | 0                     | 0             | 0             | –        | –         | 0         | 0         |
| 2016                  | FC Tokyo              | J1 League             | 0            | 0            | 0                     | 0                     | 0             | 0             | 1        | 0         | 0         | 0         |
| 2016                  | U-23 FC Tokyo         | J3 League             | 21           | 0            | –                     | –                     | –             | –             | –        | –         | 21        | 0         |
| 2017                  | Cerezo Osaka          | J1 League             | 0            | 0            | 0                     | 0                     | 1             | 0             | –        | –         | 1         | 0         |
| 2017                  | U-23 Cerezo Osaka     | J3 League             | 9            | 0            | –                     | –                     | –             | –             | –        | –         | 9         | 0         |
| Tổng cộng sự nghiệp   | Tổng cộng sự nghiệp   | Tổng cộng sự nghiệp   | 30           | 0            | 0                     | 0                     | 1             | 0             | 1        | 0         | 32        | 0         |